# Cepora quadricolor
Cepora quadricolor är en fjärilsart som först beskrevs av Frederick DuCane Godman och Osbert Salvin 1877.  Cepora quadricolor ingår i släktet Cepora och familjen vitfjärilar. Inga underarter finns listade i Catalogue of Life.